# Anthony McCarten
Anthony McCarten (New Plymouth, 28 aprile 1961) è uno sceneggiatore, scrittore, drammaturgo, produttore cinematografico ed ex giornalista neozelandese.

## Biografia
Nato a New Plymouth, McCarten ha frequentato il Francis Douglas Memorial College, sempre a New Plymouth. Ha lavorato per il quotidiano Taranaki Herald un paio di anni prima di studiare Arte alla Massey University ed all'Università Victoria di Wellington. Dopo aver lasciato l'università, ha lavorato alla produzione di uno spettacolo teatrale tratto da Re Lear.
Nel giugno 2018, viene invitato dall'Academy of Motion Picture Arts and Sciences a far parte dei giurati che votano per attribuire i premi Oscar relativi alla miglior sceneggiatura originale e non originale.

## Vita privata
McCarten vive tra Londra, Los Angeles e Monaco di Baviera. Ha tre figli.

## Filmografia

### Sceneggiatore

#### Cinema
- Via Satellite, regia di Anthony McCarten (1998)
- Show of Hands, regia di Anthony McCarten (2008)
- Death of a Superhero, regia di Ian Fitzgibbon (2011)
- La teoria del tutto (The Theory of Everything), regia di James Marsh (2014)
- L'ora più buia (Darkest Hour), regia di Joe Wright (2017)
- Bohemian Rhapsody, regia di Bryan Singer (2018)
- I due papi (The Two Popes), regia di Fernando Meirelles (2019)
- Whitney - Una voce diventata leggenda (I Wanna Dance with Somebody), regia di Kasi Lemmons (2022)

#### Televisione
- Worzel Gummidge Down Under  - serie TV, 4 episodi (1989)
- The English Harem - film TV, regia di Robin Sheppard (2005)
- De Komedie Compagnie - serie TV, un episodio (2012)

#### Cortometraggi
- The Model, regia di Jonathan Brough (1994) - aiuto sceneggiatore

### Produttore
- Death of a Superhero, regia di Ian Fitzgibbon (2011)
- La teoria del tutto (The Theory of Everything), regia di James Marsh (2014)
- L'ora più buia (Darkest Hour), regia di Joe Wright (2017)
- Whitney - Una voce diventata leggenda (I Wanna Dance with Somebody), regia di Kasi Lemmons (2022)

### Regista
- Via Satellite (1998)
- Show of Hands (2008)

### Attore
- Via Satellite, regia di Anthony McCarten (1998)

### Effetti visivi
- Death of a Superhero, regia di Ian Fitzgibbon (2011)

## Opere

### Romanzi
- Spinners, 1999.
- The English Harem, 2002.
- Death of a Superhero, 2006.
- Brilliance, 2006.
- Show of Hands, 2008.
- In The Absence of Heroes, 2012.
- Funnygirl, 2015.
- Darkest Hour - How Churchill Brought Us Back From The Brink, 2017.

### Drammi
- Invitation to a Second Class Carriage, 1984.
- Yellow Canary Mazurka, 1987.
- Ladies Night con Stephen Sinclair, 1987.
- Pigeon English, 1988.
- Weed, 1990.
- Via Satellite, 1991.
- Hang on a Minute, Mate, 1992.
- Ladies' Night 2 con Stephen Sinclair, 1992.
- FILTH (Failed in London, Try Hong Kong), 1995.
- Four Cities, 1996.
- The Pope, 2017.
- Tuesday At Warrens, Fridays at Bills, 2018.
- The Collaboration, 2022.

### Musical
- Death of a Superhero con le musiche di Paul Brown (2014)

## Riconoscimenti
- Premio Oscar
  - 2015 – Candidatura per il miglior film per La teoria del tutto
  - 2015 – Candidatura per la migliore sceneggiatura non originale per La teoria del tutto
  - 2018 – Candidatura per il miglior film per L'ora più buia[3][4]
  - 2020 – Candidatura per la migliore sceneggiatura non originale per I due papi[5]
- Golden Globe
  - 2020 – Candidatura per la miglior sceneggiatura di un film per I due papi[6]
- BAFTA Award
  - 2015 – Migliore sceneggiatura non originale per La teoria del tutto
  - 2015 – Candidatura per il miglior film per La teoria del tutto
  - 2018 – Candidatura per il miglior film per L'ora più buia[7]
  - 2018 – Candidatura per il miglior film britannico per L'ora più buia[7]
- AACTA International Awards
  - 2019 – Candidatura per la miglior sceneggiatura per Bohemian Rhapsody[8]
- Critics' Choice Awards
  - 2014 – Candidatura per la miglior sceneggiatura non originale per La teoria del tutto
  - 2018 – Candidatura per il miglior film per L'ora più buia[9][10]
  - 2020 – Candidatura per la miglior sceneggiatura non originale per I due papi[11]
- David di Donatello
  - 2015 – Miglior film dell'Unione Europea per La teoria del tutto
- Satellite Awards
  - 2015 – Candidatura per la miglior sceneggiatura non originale per La teoria del tutto
  - 2019 – Candidatura per la miglior sceneggiatura non originale per I due papi[12]
- St. Louis Film Critics Association Awards
  - 2014 – Candidatura per la miglior sceneggiatura non originale per La teoria del tutto